# SMS Posen
SMS Posen  là một trong bốn thiết giáp hạm dreadnought đầu tiên thuộc lớp Nassau được chế tạo cho Hải quân Đế quốc Đức. Con tàu được đặt lườn tại xưởng tàu Germaniawerft ở Kiel vào ngày 11 tháng 6 năm 1907, hạ thủy vào ngày 13 tháng 12 năm 1908, và đưa ra hoạt động cùng Hạm đội Biển khơi Đức vào ngày 31 tháng 5 năm 1910. Posen trang bị dàn pháo chính bao gồm mười hai khẩu pháo 28 cm (11 in) bố trí trên sáu tháp pháo nòng đôi theo một sự sắp xếp hình lục giác khá bất thường.
Posen đã phục vụ trong phần lớn thời gian của Chiến tranh Thế giới thứ nhất. Nó đã cùng các con tàu chị em cùng lớp hoạt động rộng rãi tại biển Bắc, nơi nó tham gia nhiều cuộc xuất kích, mà đỉnh điểm trong Trận Jutland vào ngày 31 tháng 5 - 1 tháng 6 năm 1916, nơi mà Posen phải đối đầu trong trận chiến đêm ác liệt với lực lượng hạng nhẹ Anh Quốc. Trong hoạt động tác chiến đêm lộn xộn, con tàu vô tình húc phải tàu tuần dương hạng nhẹ Elbing, khiến nó hư hại nặng và phải bị đánh đắm sau đó.
Con tàu cũng tham gia nhiều hoạt động tại biển Baltic chống lại Hải quân Nga, nằm trong thành phần hỗ trợ cho Trận chiến vịnh Riga vào năm 1915. Nó được phái quay trở lại Baltic vào năm 1918 hỗ trợ phe Bạch vệ trong cuộc Nội chiến Phần Lan. Vào cuối chiến tranh, Posen ở lại Đức trong khi hầu hết hạm đội bị chiếm giữ tại Scapa Flow. Vào năm 1919, sau vụ Đánh chìm Hạm đội Đức tại Scapa Flow, Posen được chuyển cho Anh như là một sự thay thế cho các con tàu bị đánh chìm. Nó được gửi đến xưởng tháo dỡ tại Hà Lan, nơi công việc tháo dỡ tiến hành vào năm 1922.

## Thiết kế và chế tạo
Posen được đặt hàng dưới cái tên tạm thời Ersatz Baden như là chiếc nhằm thay thế cho chiếc tàu frigate bọc thép Baden thuộc lớp Sachsen. Tàu đặt lườn vào ngày 11 tháng 6 năm 1907 tại xưởng tàu Germaniawerft ở Kiel. Giống như chiếc tàu chị em Nassau, việc chế tạo được tiến hành một cách nhanh chóng và bí mật; binh lính bảo vệ cho chính xưởng đóng tàu cũng như cho các nhà thầu cung cấp vật liệu chế tạo, ví dụ như hãng Krupp. Posen hạ thủy một năm rưỡi sau đó vào ngày 13 tháng 12 năm 1908, Việc chạy thử máy kéo dài trong suốt tháng 4 năm 1910, tiếp nối bằng những công việc hoàn thiện sau cùng trong tháng 5. Con tàu được đưa ra hoạt động cùng Hạm đội Biển khơi Đức vào ngày 31 tháng 5 năm 1910, mặc dù các cuộc chạy thử khác vẫn tiếp tục và chỉ kết thúc vào ngày 27 tháng 8.

Sơ đồ của lớp thiết giáp hạm Nassau, trình bày cách sắp xếp dàn pháo chính

Posen có chiều dài 146,1 m (479 ft), mạn thuyền rộng 26,9 m (88 ft) và độ sâu của mớn nước là 8,9 m (29 ft). Nó có trọng lượng choán nước tiêu chuẩn 18.570 t (18.277 tấn Anh), và lên đến 21.000 t (20.668 tấn Anh) khi đầy tải, cùng 16 ngăn kín nước. Posen giữ lại loại động cơ hơi nước ba buồng bành trướng đặt dọc đã lạc hậu công suất 22.000 mã lực thay vì áp dụng kiểu động cơ turbine hơi nước tiên tiến hơn. Loại động lực này đã được chọn theo yêu cầu của cả Đô đốc Alfred von Tirpitz lẫn Bộ phận Thiết kế Hải quân; cơ quan này vào năm 1905 đã khẳng định "bản thân việc sử dụng động cơ turbine cho tàu chiến hạng nặng không được khuyến cáo."
Posen mang theo mười hai khẩu pháo 28 cm (11 in) SK L/45 bố trí theo một hình lục giác khá bất thường. Dàn pháo hạng hai bao gồm mười hai khẩu pháo SK 15 cm (5,9 in) L/45 và mười sáu khẩu pháo SK 8,8 cm (3,5 in) L/45 gắn trên các tháp pháo ụ. Con tàu cũng được trang bị sáu ống phóng ngư lôi chìm 45 cm (18 in); một ống trước mũi, một ống khác phía đuôi, và hai ống bên mỗi mạn tàu về phía cuối vách ngăn chống ngư lôi.

## Lịch sử hoạt động

### Trước chiến tranh
Sau khi hoàn tất chạy thử máy vào tháng 8 năm 1910, Posen rời Kiel đi đến Wilhelmshaven vào ngày 7 tháng 9. Do Hải quân Đế quốc Đức ở trong tình trạng triền miên thiếu hụt thủy thủ đã huấn luyện, nhiều người trong thủy thủ đoàn bị điều sang các con tàu khác. Số này bị thay thế bởi nhân sự từ chiếc thiết giáp hạm tiền-dreadnought cũ Wittelsbach, vốn ngừng hoạt động vào ngày 20 tháng 9. Cả bốn chiếc trong lớp Nassau đã cùng phục vụ như một đơn vị: Đội II thuộc Hải đội Thiết giáp I, với Posen trong vai trò soái hạm.
Posen tham gia nhiều cuộc thực tập huấn luyện cùng với phần còn lại của hạm đội trước khi chiến tranh nổ ra. Vào cuối năm 1910 hạm đội tiến hành một chuyến đi huấn luyện đến biển Baltic; rồi trong năm tiếp theo thực hiện các cuộc diễn tập vào tháng 5, tiếp nối bằng chuyến đi mùa hè đến Na Uy trong tháng 7, một lượt thực tập hạm đội khác tại biển Baltic vào tháng 9 và một lượt huấn luyện vào cuối năm. Trong năm 1912, các hoạt động cũng theo một tiến trình tương tự, cho dù chuyến đi mùa hè đến Na Uy bị ngắt quãng bởi vụ khủng hoảng Agadir; nên chuyến đi mùa Hè chỉ đi đến khu vực Baltic. Các cuộc thực tập trong tháng 9 được tiến hành ngoài khơi Helgoland tại biển Bắc; tiếp nối bằng chuyến đi mùa Đông đến khu vực Baltic vào dịp cuối năm. Trình tự huấn luyện quay trở lại bình thường trong những năm 1913 và 1914, và các chuyến đi mùa Hè lại đi đến Na Uy. Tuy nhiên, hạm đội đã khởi hành cho chuyến đi năm 1914 đến vùng biển Na Uy vào ngày 14 tháng 7, hai tuần sau vụ ám sát Thái tử Franz Ferdinand tại Sarajevo. Khả năng xảy ra chiến tranh đã khiến chuyến đi bị cắt ngắn; và Posen cùng phần còn lại của hạm đội về đến Wilhelmshaven vào ngày 29 tháng 7.

### Chiến tranh Thế giới thứ nhất
Nửa đêm ngày 4 tháng 8, Anh tuyên chiến với Đức. Posen và phần còn lại của hạm đội tiến hành một số cuộc tiến quân vào biển Bắc nhằm hỗ trợ các tàu chiến-tuần dương thuộc Đội Tuần tiễu I dưới quyền Chuẩn Đô đốc. Các tàu chiến-tuần dương tiến hành bắn phá các thị trấn duyên hải của Anh trong một nỗ lực lôi kéo một phần Hạm đội Grand Anh Quốc, nơi chúng có thể bị Hạm đội Biển khơi Đức tiêu diệt. Chiến dịch đầu tiên như vậy được tiến hành là cuộc bắn phá Scarborough, Hartlepool và Whitby vào ngày 15-16 tháng 12 năm 1914. Chiều tối ngày 15 tháng 12, hạm đội chiến trận Đức với khoảng 12 chiếc dreadnought, kể cả Posen và ba con tàu chị em, cùng tám thiết giáp hạm tiền-dreadnought đã tiếp cận ở khoảng cách 10 nmi (19 km; 12 mi) với một hải đội biệt lập Anh chỉ bao gồm sáu thiết giáp hạm. Tuy nhiên, các cuộc đụng độ lẻ tẻ trong đêm tối giữa hai lực lượng tàu khu trục hộ tống đối địch đã khiến cho vị Tư lệnh hạm đội Đức, Đô đốc Friedrich von Ingenohl, tin rằng toàn bộ Hạm đội Grand đã được bố trí đối diện với lực lượng của ông. Theo chỉ thị của Hoàng đế (Kaiser) Wilhelm II không mạo hiểm hạm đội một cách không cần thiết, von Ingenohl rút ra khỏi cuộc chiến và quay hạm đội trở về Đức.

#### Trận chiến vịnh Riga
Vào tháng 8 năm 1915, Hải quân Đức tìm cách quét sạch vịnh Riga do Nga chiếm giữ, tạo điều kiện cho Lục quân Đức chiếm Riga. Kế hoạch của Đức dự định đánh đuổi hoặc tiêu diệt lực lượng Hải quân Nga trong vịnh, bao gồm chiếc thiết giáp hạm tiền-dreadnought Slava cùng một số pháo hạm và tàu khu trục. Hạm đội Đức còn có một số tàu quét mìn và tàu rải mìn tháp tùng, với nhiệm vụ quét sạch các bãi mìn Nga và rải một loạt các bãi mìn ở lối ra vào phía Bắc của vịnh nhằm ngăn lực lượng hải quân Nga tăng cường tiến vào khu vực. Hạm đội được tập trung để tấn công bao gồm bao gồm Posen và ba chiếc tàu chị em, bốn chiếc thuộc lớp Helgoland, các tàu chiến-tuần dương Von der Tann, Moltke và Seydlitz cùng nhiều chiếc thiết giáp hạm tiền-dreadnought. Lực lượng hoạt động dưới quyền chỉ huy của Franz von Hipper, vốn vừa được thăng lên Phó Đô đốc. Tám chiếc thiết giáp hạm làm nhiệm vụ hỗ trợ cho lực lượng đối đầu cùng chi hạm đội Nga. Nỗ lực đầu tiên vào ngày 8 tháng 8 đã bị bỏ dỡ, vì đã mất quá lâu trong việc dọn sạch các bãi mìn Nga nhằm cho phép Deutschland rải bãi mìn của chính nó.
Vào ngày 16 tháng 8, Posen và Nassau dẫn đầu một nỗ lực thứ hai nhằm tìm cách xâm nhập vào vịnh, với Posen trong vai trò soái hạm của Đô đốc Schmidt. Hai chiếc thiết giáp hạm được bốn tàu tuần dương hạng nhẹ và 31 tàu phóng lôi tháp tùng. Vào ngày tấn công đầu tiên, họ đã vượt qua vòng phòng thủ vịnh, nhưng tàu quét mìn Đức T 46 cùng tàu khu trục V 99 bị đánh chìm. Posen và Nassau đã đụng độ với hai chiếc pháo hạm Nga Sivuch và Koreets: Sivuch bị đánh chìm ngày hôm đó còn Koreets hư hại nặng; con tàu tìm cách lết trở về nhưng phải đánh đắm vào ngày hôm sau. Sang ngày 17 tháng 8, Nassau và Posen đối đầu với Slava ở tầm xa, bắn trúng ba phát vào con tàu Nga buộc nó phải rút lui trở về cảng. Sau ba ngày, các bãi mìn Nga được vớt sạch, và phân hạm đội tiến vào vịnh ngày 19 tháng 8, nhưng những báo cáo về sự xuất hiện của tàu ngầm Đồng Minh trong khu vực đã buộc lực lượng Đức rút khỏi vịnh một ngày sau đó.
Đô đốc Hipper sau này cho rằng:"Giữ những con tàu quý báu trong một thời gian đáng kể tại một khu vực giới hạn, mà hoạt động của tàu ngầm đối phương ngày càng gia tăng, với nguy cơ hư hại và mất mát tương ứng, chính là theo đuổi một canh bạc không cân xứng với ưu thế có được do chiếm vịnh Riga trước khi thực sự chiếm được đất liền của vùng Riga." Thực ra, tàu chiến-tuần dương Moltke đã trúng ngư lôi sáng hôm đó. Ngày 21 tháng 8, Đô đốc Schmidt tháo cờ hiệu của mình khỏi chiếc Posen và lực lượng đặc nhiệm bị giải tán.

#### Quay trở lại biển Bắc
Vào cuối tháng 8, Posen cùng phần còn lại của Hạm đội Biển khơi quay trở về nơi neo đậu tại biển Bắc. Hoạt động tiếp theo được tiến hành là một cuộc càn quét biển Bắc vào ngày 11-12 tháng 9, cho dù nó kết thúc mà không mang lại kết quả. Một chuyến đi khác được tiếp nối vào ngày 23-24 tháng 10, trong đó Hạm đội Đức không chạm trán với bất kỳ lực lượng Anh nào. Ngày 4 tháng 3 năm 1916, Posen, Nassau, Westfalen cùng Von der Tann lên đường đi Amrumbank để đón chiếc tàu tuần dương phụ trợ Möwe, vốn trở về sau một chiến dịch cướp phá.
Một cuộc tiến quân vô sự khác vào biển Bắc đã diễn ra vào ngày 21-22 tháng 4 năm 1916. Một nhiệm vụ bắn phá được tiếp nối hai ngày sau đó: Posen tham gia lực lượng thiết giáp hạm hỗ trợ cho các tàu chiến-tuần dương của Hipper khi chúng bắn phá Yarmouth và Lowestoft vào ngày 24-25 tháng 4. Trong chiến dịch này, chiếc tàu chiến-tuần dương Seydlitz hư hại do trúng phải một quả thủy lôi Anh và phải quay trở về cảng sớm. Do tầm nhìn kém, chiến dịch nhanh chóng bị triệu hồi trước khi hạm đội Anh có thể can thiệp.

#### Trận Jutland
Đô đốc Reinhard Scheer, người thay thế cho các đô đốc von Ingenohl và Hugo von Pohl làm Tư lệnh Hạm đội, lập tức vạch kế hoạch cho một chiến dịch tấn công bờ biển Anh khác, nhưng việc Seydlitz bị hư hại cùng vấn đề bộ ngưng tụ trên nhiều chiếc dreadnought thuộc Hải đội Thiết giáp III đã trì hoãn chiến dịch cho đến cuối tháng 5 năm 1916. Hạm đội chiến trận Đức khởi hành từ Jade lúc 03 giờ 30 phút ngày 31 tháng 5. Posen được phân về Đội II của Hải đội Thiết giáp I, đảm nhiệm vai trò soái hạm của Chuẩn Đô đốc W. Engelhardt. Nó là chiếc dẫn đầu trong đội hình của đội, phía trước ba con tàu chị em. Đội II là đơn vị dreadnought sau cùng của hạm đội; chỉ được tiếp nối bởi các thiết giáp hạm tiền-dreadnought cũ kỹ thuộc Hải đội Thiết giáp II.
Từ 17 giờ 48 phút đến 17 giờ 52 phút, Posen cùng mười chiếc dreadnought khác đã đối đầu và nổ súng vào Hải đội Tuần dương nhẹ 2 của Anh, nhưng khoảng cách xa và tầm nhìn kém khiến cho hỏa lực không hiệu quả, và đã nhanh chóng ngừng bắn. Không lâu sau đó, hai tàu khu trục Anh Nomad và Nestor phải chịu đựng hỏa lực dày đặc từ hàng chiến trận Đức. Posen nhắm bắn vào Nestor bằng cả dàn pháo chính lẫn pháo hạng hai. Đến 18 giờ 35 phút, Nestor nổ tung và chìm dưới hỏa lực phối hợp của tám thiết giáp hạm. Lúc 20 giờ 15 phút, hạm đội Đức phải đối mặt với Hạm đội Grand được tung ra một lần thứ hai, và bị buộc phải quay mũi. Bằng cách này, thứ tự của hàng chiến trận Đức bị đảo ngược; Posen giờ đây là chiếc thứ tư trong hàng, phía sau ba chiếc tàu chị em.
Vào khoảng 21 giờ 20 phút, Posen và các tàu chị em bắt đầu đụng độ với các tàu chiến-tuần dương của Hải đội Tàu chiến-tuần dương 3 Anh Quốc. Posen là chiếc duy nhất của Hải đội Thiết giáp I nhắm được vào mục tiêu, vốn là các tàu chiến-tuần dương Princess Royal và Indomitable. Posen nổ súng lúc 21 giờ 28 phút ở khoảng cách 10.000 m (11.000 yd); đã bắn trúng Princess Royal một phát đạn pháo lúc 21 giờ 32 phút cùng nhiều phát suýt trúng vào Indomitable, vây bọc nó với nhiều loạt đạn pháo trước khi ngừng bắn lúc 21 giờ 35 phút.
Lúc khoảng 00 giờ 30 phút, các đơn vị dẫn đầu của hàng chiến trận Đức đụng độ với các tàu tuần dương và tàu khu trục Anh. Một cuộc đấu pháo ác liệt ở tầm ngắn diễn ra; các thiết giáp hạm Đức dẫn đầu, bao gồm Posen, khai hỏa vào nhiều tàu chiến Anh. Trong lúc lẫn lộn, tàu tuần dương hạng nhẹ Đức Elbing băng ngang qua hàng chiến trận Đức ngay phía trước mũi Posen và bị húc phải. Posen không hư hại, nhưng cả hai phòng động cơ của Elbing đều ngập nước và con tàu chết đứng giữa biển. Hai giờ rưỡi sau đó, Elbing nhìn thấy nhiều tàu khu trục Anh đang đến gần, và Thuyền trưởng của nó đã ra lệnh đánh đắm tàu.
Ngay trước 01 giờ 00, hàng chiến trận Đức đụng độ với một chi hạm đội tàu khu trục Anh. Posen phát hiện các tàu khu trục Fortune, Porpoise và Garland ở cự ly rất gần; và đã nổ súng vào hai con tàu đầu ở khoảng cách từ 800 đến 1.600 m (870–1.750 yd), gây hư hại nặng cho Porpoise. Fortune nhanh chóng bị đánh chìm bởi hỏa lực của Posen và nhiều thiết giáp hạm khác, nhưng chỉ sau khi phóng hai quả ngư lôi khiến Posen phải lẩn tránh. Đến 01 giờ 25 phút, Westfalen chiếu sáng chiếc tàu khu trục Ardent và khai hỏa vào nó; Posen tham gia nổ súng không lâu sau đó, bắn trúng nhiều phát ở khoảng cách từ 1.000 đến 2.000 m (1.100–2.200 yd).
Mặc cho sự ác liệt của trận chiến đêm, Hạm đội Biển khơi Đức đã đi xuyên qua lực lượng tàu khu trục Anh và đến Horns Reef lúc 4 giờ 00 ngày 1 tháng 6. Hạm đội Đức về đến Wilhelmshaven vài giờ sau đó, nơi Posen cùng nhiều thiết giáp hạm khác của Hải đội Thiết giáp I chiếm lấy vị trí phòng thủ ở vũng tàu phía ngoài. Trong quá trình trận chiến, nó đã bắn 53 quả đạn pháo 28 cm, 64 quả đạn pháo 15 cm và 32 quả đạn pháo 8,8 cm. Con tàu cùng với thủy thủ đoàn đã trải qua trận chiến mà không bị tổn thất bởi hỏa lực đối phương.

#### Viễn chinh Phần Lan
Vào tháng 2 năm 1918, Hải quân Đức quyết định gửi một lực lượng viễn chinh sang Phần Lan hỗ trợ cho các đơn vị Lục quân Đức được bố trí đến đây. Nước này đang ở trong một cuộc nội chiến: phe Bạch vệ tìm kiếm một chính phủ bảo thủ không bị ảnh hưởng bởi Liên Xô vừa mới thành lập, trong khi phe Cận vệ Đỏ ưa chuộng chế độ Cộng sản theo kiểu Xô Viết. Ngày 23 tháng 2, hai chiếc tàu chị em với Posen, Westfalen và Rheinland, được phân công như hạt nhân của một Đơn vị Đặc biệt biển Baltic (Sonderverband Ostsee), nhận lên tàu Tiểu đoàn Tác chiến 14, và vào sáng sớm ngày 24 tháng 2 chúng lên đường hướng đến quần đảo Åland, vốn được chuẩn bị như một căn cứ hoạt động tiền phương, từ đó cảng Hanko sẽ được củng cố, rồi tiếp nối bằng một cuộc tấn công vào chính thủ đô Helsingfors (ngày nay là Helsinki). Lực lượng đặc nhiệm tiến đến quần đảo Åland vào ngày 5 tháng 3, nơi chúng bắt gặp các hải phòng hạm Sverige, Thor và Oscar II của Thụy Điển. Các cuộc thương lượng diễn ra, cho phép đổ bộ lực lượng Đức lên Åland vào ngày 7 tháng 3; sau đó Westfalen quay trở về Danzig, nơi Posen đang đặt căn cứ.
Ngày 31 tháng 3, Posen và Westfalen rời Danzig; chúng đi đến Russarö, là tuyến phòng thủ vòng ngoài của Hanko, vào ngày 3 tháng 4. Quân Đức nhanh chóng chiếm cảng, và lực lượng đặc nhiệm tiếp tục hướng đến Helsingfors. Ngày 11 tháng 4, con tàu đi vào cảng Helsingfors và cho đổ bộ lực lượng, bao gồm một phân đội thủy binh của chính con tàu được cho đổ bộ hai ngày sau đó vào ngày 13 tháng 4. Trong hoạt động, lực lượng của Posen chịu tổn thất với bốn người thiệt mạng và 12 người khác bị thương. Từ ngày 18 đến ngày 20 tháng 4, Posen hỗ trợ cho các nỗ lực nhằm giải phóng Rheinland, vốn mắc cạn từ ngày 11 tháng 4. Hai ngày sau, bản thân Posen va phải một xác tàu đắm trong cảng Helsingfors, nhưng chỉ bị hư hại nhẹ. Đến ngày 30 tháng 4, con tàu được cho tách khỏi Lực lượng Đặc nhiệm để quay trở về Đức, về đến Kiel vào ngày 3 tháng 5, nơi nó được đưa vào ụ tàu. Công việc sửa chữa kéo dài cho đến ngày 5 tháng 5.

#### Các hoạt động sau cùng tại biển Bắc
Vào ngày 11 tháng 8, Posen, Westfalen, Kaiser và Kaiserin khởi hành từ Wilhelmshaven đi Terschelling hỗ trợ các cuộc tuần tra của tàu tuần tra-phóng lôi Đức ngoài khơi Terschelling. Đến ngày 2 tháng 10, Posen di chuyển ra vũng biển ngoại vi Jadebusen hỗ trợ cho các tàu ngầm U-boat của Chi hạm đội Flanders quay trở về. Posen dự định tham gia vào chiến dịch cuối cùng của Hạm đội, trù tính tổ chức vào ngày 30 tháng 10. Kế hoạch này dự tính gây thiệt hại càng nhiều càng tốt cho hải quân Anh nhằm có được một vị thế mặc cả thương lượng tốt hơn cho Đức, chất chấp thiệt hại cho Hạm đội. Tuy nhiên, những thủy thủ đã mệt mỏi trong chiến tranh đã làm binh biến, khiến chiến dịch phải hủy bỏ. Trong một nỗ lực nhằm ngăn chặn việc lan tràn ý tưởng binh biến, Đô đốc Hipper ra lệnh phân tán hạm đội. Posen và các con tàu khác thuộc Hải đội Thiết giáp I được gửi ra vũng biển vào ngày 3 tháng 11, rồi quay trở về Wilhelmshaven vào ngày 6 tháng 11.

### Số phận
Ngày 11 tháng 11 năm 1918, Thỏa thuận Đình chiến có hiệu lực; và theo đó, mười một thiết giáp hạm hiện đại cùng năm tàu chiến-tuần dương Đức sẽ bị chiếm giữ tại Scapa Flow trong thời gian diễn ra cuộc thương lượng Hòa ước Versailles. Posen không nằm trong số những chiếc bị chiếm giữ, và nó ngừng hoạt động vào ngày 16 tháng 12. Các con tàu tại Scapa Flow cuối cùng lại bị đánh đắm vào ngày 21 tháng 6 năm 1919; và hậu quả là Posen và các thiết giáp hạm không bị chiếm giữ lại phải giao nộp như những chiếc thay thế cho những con tàu đã bị đánh chìm. Ngày 5 tháng 11, Posen được rút khỏi Đăng bạ Hải quân Đức để trao cho Anh. Con tàu được giao vào ngày 13 tháng 5 năm 1920; người Anh sau đó bán nó cho xưởng tháo dỡ tàu tại Hà Lan. Posen cuối cùng bị tháo dỡ tại Dordrecht vào năm 1922.